# Funningsfjørður (miejscowość)
Funningsfjørður – wieś na Wyspach Owczych, w gminie Runavík, na wyspie Eysturoy.

## Krótki opis
Została założona w 1812 roku. W latach 1902–1913 w pobliskich wodach żyło wiele wielorybów. Obecnie (I 2015 r.) liczba ludności wynosi 52 osoby. Kod pocztowy Funningsfjørður to FO-477.

## Demografia
Według danych Urzędu Statystycznego (I 2015 r.) jest 72. co do wielkości miejscowością Wysp Owczych.

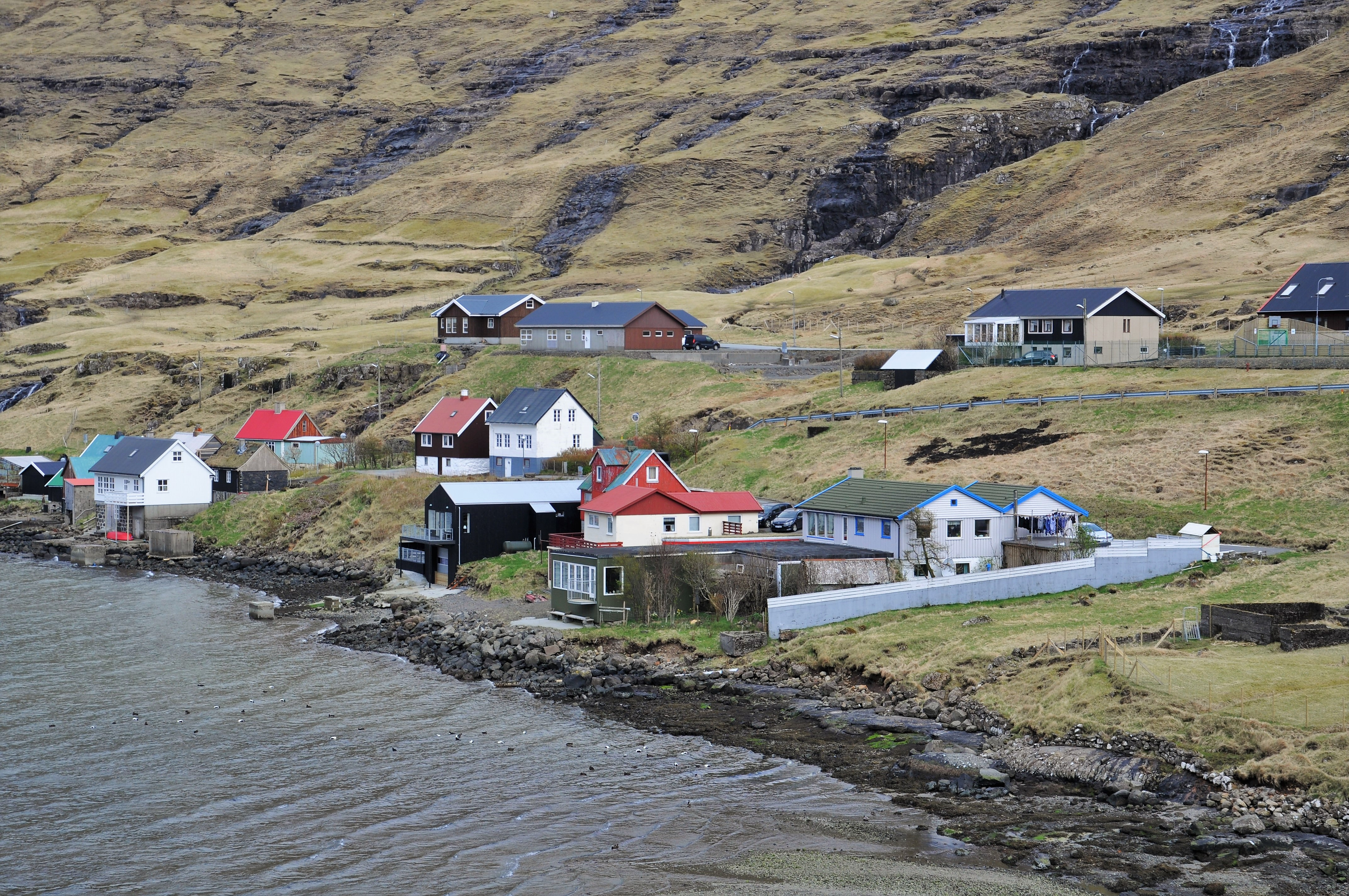
Funningsfjørður
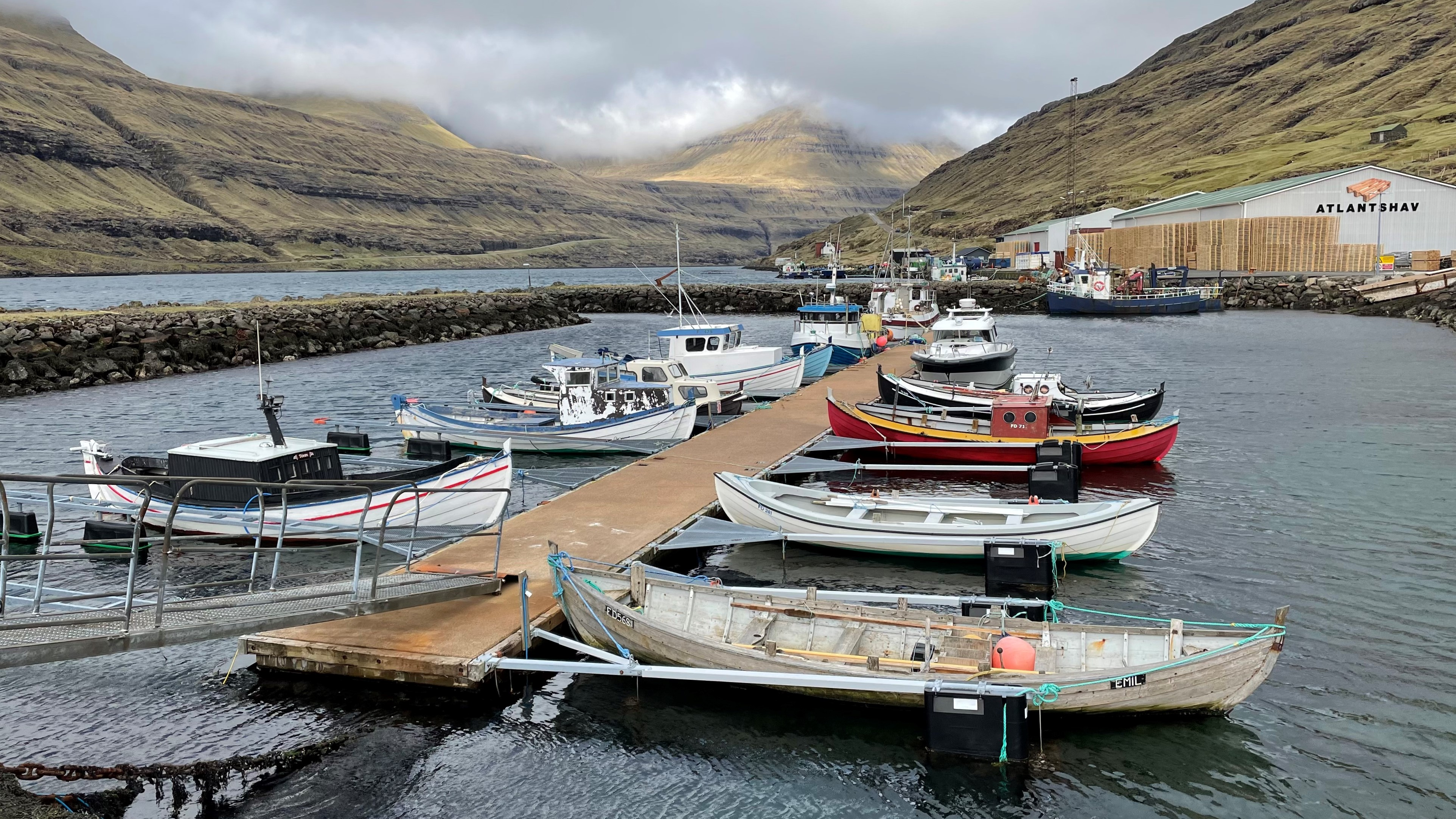
Port
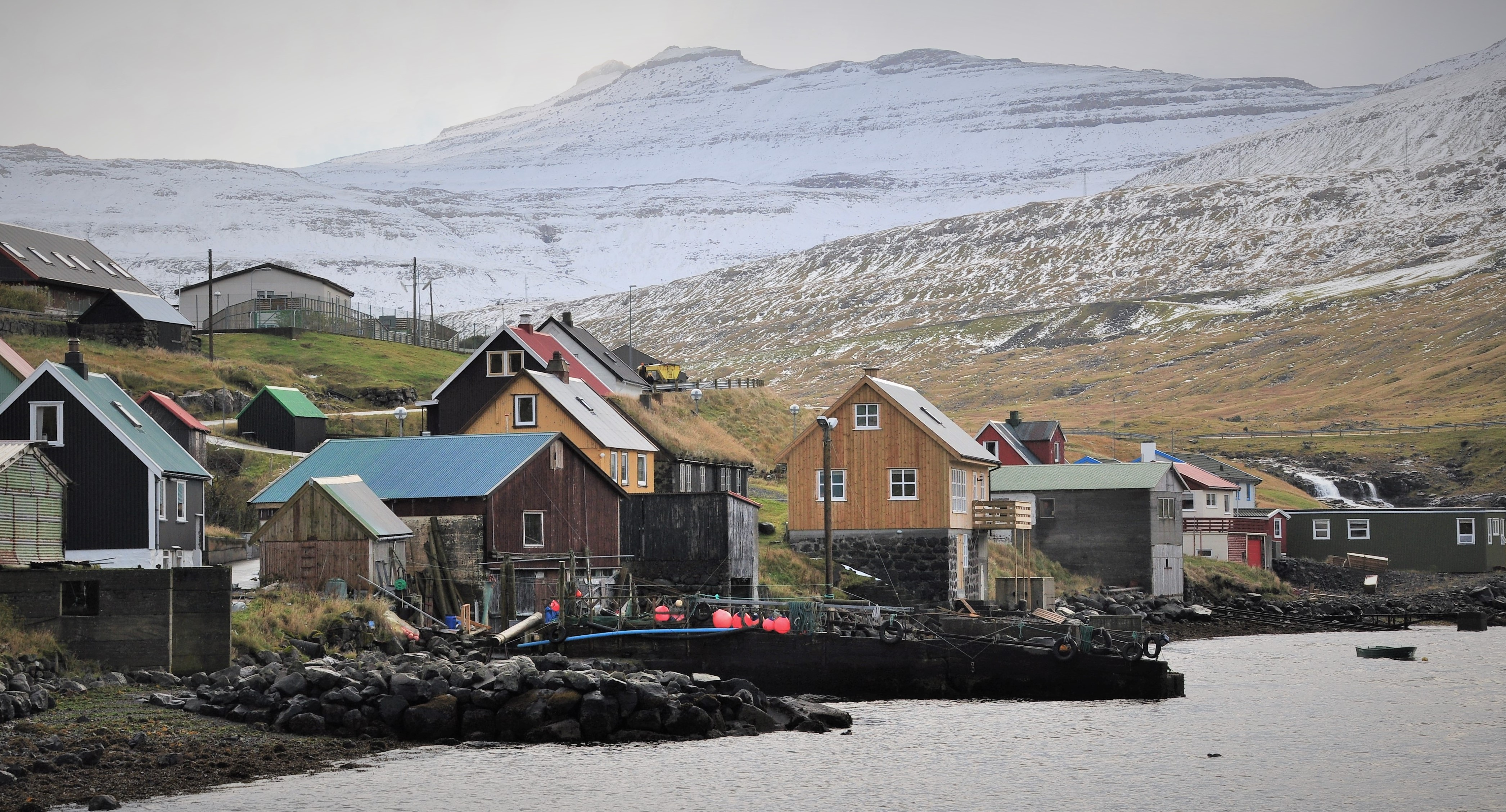
Domy na nabrzeżu w październiku.